# چاه نعیم‌آبادی‌ها
چاه نعیم‌آبادی‌ها یک منطقهٔ مسکونی در ایران است که در دهستان اسحق‌آباد واقع شده‌است. چاه نعیم‌آبادی‌ها ۱۰ نفر جمعیت دارد.